# Roureda de Tordera
La Roureda de Tordera també anomenada Roureda de Can Verdalet és una interessant roureda inundable dominada pel roure pènol, de tendència atlàntica. La seva singularitat rau a constituir un petit illot de paisatges medio-europeus immersos en el domini de la vegetació mediterrània. A més, la fauna vertebrada hi és també força interessant. Es tracta d'un espai de 18,20 hectàrees situat a la plana al·luvial del riu Tordera. Aquesta zona humida està inclosa dins l'espai del PEIN "Roureda de Tordera" i dins l'espai de la Xarxa Natura 2000 ES5110007 "Riu i Estanys de Tordera".
La vegetació està dominada per rouredes de roure pènol (Quercus robur) i roure africà (Q. canariensis), que constitueixen l'hàbitat d'interès comunitari 9160 "Rouredes de roure pènol i boscos mixtos del Carpinion betuli". Hi ha també alguns claps de bosc de ribera de caràcter més medio-europeu, amb presència d'arbres com el vern (Alnus glutinosa), el freixe (Fraxinus angustifolia), la moixera de pastor (Sorbus torminalis), etc. A la zona d'inundació temporal hi ha espècies com el càrex pèndul (Carex pendula), el lliri groc (Iris pseudacorus), la boga (Typha angustifolia), el buixol (Anemone nemorosa), el marcòlic (Lilium martagon) i la ranunculàcia Ranunculus aquatilis. Entre la fauna vertebrada, destaquen el picasoques blau (Sitta europaea) i el tritó palmat (Lissotriton helveticus).
L'espai és proper a la carretera GI-512, que genera impactes diversos (soroll, atropellaments de fauna, etc.). A més, ha sofert recentment alteracions importants: s'ha eliminat totalment la vegetació d'uns terrenys propera a la carretera, formant una mena de descampat on s'han abocat residus diversos. Tot el sector pròxim a la carretera és ple de deixalles i les aigües de les rieres presenten senyals evidents de contaminació. Hi ha també una línia elèctrica que creua l'espai, el qual rep una elevada pressió cinegètica. Tot i la seva protecció recentment (2018) ha tornat a sofrir una tala (~400 arbres, un terç de la superfície protegida) amb maquinària pesant en plena època reproductora dels organismes aquàtics.

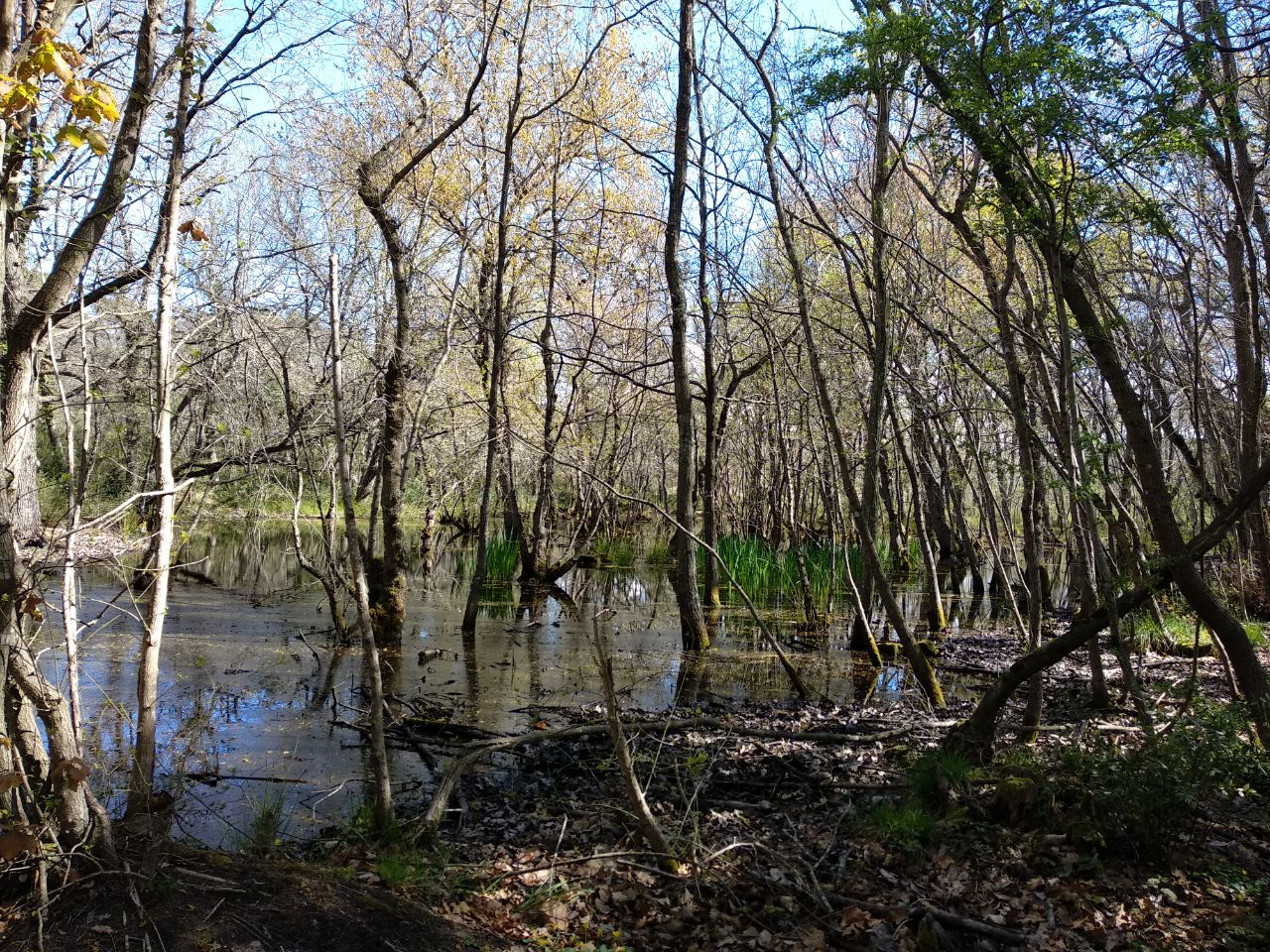
Roureda de Can Verdalet